# Cinq ans
Albums de Grégory Lemarchal
Rêves
(2009) Pourquoi je vis
(2020)
Cinq ans est la première compilation posthume de Grégory Lemarchal, sortie le 19 novembre 2012 à l’occasion du cinquième anniversaire de sa disparition. Ce coffret comprend un CD et un DVD, avec une partie des bénéfices reversée à l’Association Grégory Lemarchal.

## Contexte et promotion
À l’occasion du cinquième anniversaire du décès de Grégory Lemarchal, survenu le 30 avril 2007, son label Mercury (Universal Music) publie le coffret Cinq ans le 19 novembre 2012.  
Le coffret comprend un CD rassemblant ses plus grands succès (provenant de ses trois premiers albums studio) ainsi que trois reprises interprétées durant son spectacle à l’Olympia, et un DVD inédit regroupant ses prestations les plus marquantes dans Star Academy, en solo ou en duo avec des artistes tels que Jenifer, Patrick Bruel, Calogero, Lara Fabian, Nolwenn Leroy,...
Cette sortie a été accompagnée d’actions symboliques en lien avec l’Association Grégory Lemarchal est reversée à l’association, fidèle à l’engagement humanitaire de l’artiste et de sa famille.
L’album a également bénéficié d’une mise en lumière médiatique. Sa sortie coïncide avec l’organisation d’un concert-hommage donné le 19 juin 2012 à l’Olympia, réunissant des artistes tels qu’Hélène Ségara, Patrick Fiori ou Julie Zenatti pour soutenir la cause et rappeler la mémoire de Grégory Lemarchal.
La promotion s’est intensifiée fin 2012, notamment via des émissions spéciales diffusées par TF1, rappelant au public la carrière et l’engagement de Grégory, et suscitant un pic dans les ventes du coffret dès sa sortie.
En janvier 2013, la compilation a été certifiée Disque de platine pour avoir dépassé les 100 000 exemplaires vendus.

## Composition du coffret
| 1.  | Je deviens moi                                     |  | Je deviens moi    |  |
| 2.  | Écris l'histoire                                   |  | Je deviens moi    |  |
| 3.  | De temps en temps                                  |  | La Voix d'un ange |  |
| 4.  | Je rêve                                            |  | Rêves             |  |
| 5.  | Même Si (What You're Made Of) (feat. Lucie Silvas) |  | La Voix d'un ange |  |
| 6.  | Le feu sur les planches                            |  | Je deviens moi    |  |
| 7.  | Restons amis                                       |  | La Voix d'un ange |  |
| 8.  | Je t'écris                                         |  | Je deviens moi    |  |
| 9.  | À corps perdu                                      |  | Je deviens moi    |  |
| 10. | Le lien                                            |  | La Voix d'un ange |  |
| 11. | Il n'y a qu'un pas                                 |  | Je deviens moi    |  |
| 12. | SOS d'un terrien en détresse                       |  | La Voix d'un ange |  |
| 13. | Tu prends                                          |  | Rêves             |  |
| 14. | Nos fiançailles (Bonus live)                       |  | Olympia 06        |  |
| 15. | Aussi libre que moi (Bonus live)                   |  | Olympia 06        |  |
| 16. | The Show Must Go On (Bonus live)                   |  | Olympia 06        |  |

| 1.  | Donne-Moi Le Temps feat. Jenifer            | Pierre Lorain, So                                      | Franck Broqua         |  |
| 2.  | The Show Must Go On feat. Patrick Bruel     | Brian May, Freddy Mercury, John Deacon, Roger Taylor   | Franck Broqua         |  |
| 3.  | Prendre Racine feat. Calogero               | Calogero, Gioacchino                                   | Jean-Jacques Amsellem |  |
| 4.  | Un Ave Maria feat. Lara Fabian              | Jean-Félix Lalanne, Lara Fabian                        | Jérôme Revon          |  |
| 5.  | L'Hymne À L'Amour feat. Nolwenn Leroy       | Edith Piaf, Marguerite Monnot                          | Jérôme Revon          |  |
| 6.  | SOS d'un terrien en détresse                | Luc Plamondon, Michel Berger                           | Jérôme Revon          |  |
| 7.  | À Corps Perdu                               | A. Lessertisseur, R. Jéricho, V. Filho                 | Franck Broqua         |  |
| 8.  | Écris L'Histoire                            | Davide Esposito, Francesco De Benedittis, Paul Manners | Jean-Jacques Amsellem |  |
| 9.  | Et Maintenant                               | Gilbert Bécaud                                         | Jean-Jacques Amsellem |  |
| 10. | Je Sais Pas                                 | J. Kapler, Jean-Jacques Goldman                        | Jean-Jacques Amsellem |  |
| 11. | Tous Les Cris Les SOS feat. Radia & Sofiane | Daniel Balavoine                                       | Jean-Jacques Amsellem |  |
| 12. | Mon Frère feat. Sofiane                     | Lionel Florence, Pascal Obispo, Patrice Guirao         | Jean-Jacques Amsellem |  |
| 13. | Je Ne Suis Pas Un Héros feat. Mathieu       | Daniel Balavoine                                       | Jean-Jacques Amsellem |  |
| 14. | L'Envie feat. Hoda                          | Jean-Jacques Goldman                                   | Jean-Jacques Amsellem |  |
| 15. | Vivre Pour Le Meilleur feat. Lucie          | David Hallyday, Lionel Florence (Bonus live)           | Jean-Jacques Amsellem |  |

Le DVD inclut les prestations de Grégory sur les primes de la Star Academy, en solo ou en duo avec des artistes comme Jenifer, Patrick Bruel, Calogero, Lara Fabian ou Nolwenn Leroy.

## Classements
| Pays                | Classement le plus élevé |
| ------------------- | ------------------------ |
| France (SNEP)       | 8.                       |
| Belgique (Wallonie) | 4                        |

## Certifications
| Pays          | Certification     | Ventes   |
| ------------- | ----------------- | -------- |
| France (SNEP) | Disque de platine | +100 000 |

## Postérité
Le coffret récule un panorama émouvant du répertoire de Grégory Lemarchal, retranscrivant au public ses plus belles performances chantées en direct et à la télévision. Les bénéfices générés ont été partiellement versés à son association pour la lutte contre la mucoviscidose, conformément à son engagement humanitaire.